# Німіслярово
Німісля́рово (рос. Нимислярово, башк. Нимесләр) — село у складі Нурімановського району Башкортостану, Росія. Входить до складу Новокулевської сільської ради.
Населення — 691 особа (2010; 660 у 2002).
Національний склад:
- татари — 86 %